# 山口運輸支局
山口運輸支局（やまぐちうんゆしきょく）は、国土交通省の地方支分部局である運輸支局のひとつ。中国運輸局管内。
自動車登録関係等の陸運部門と船員手帳の交付や船員失業保険の申請等を行う海事部門で所在地および管轄区域が異なる。

## 所在地
本庁舎（陸運部門担当）
山口県山口市宝町1-8
徳山庁舎（海事部門担当）
山口県周南市徳山港町6-35 徳山港湾合同庁舎

## 管轄区域
- 陸運部門 - 山口県全域
  - ここで交付される自動車のナンバープレートは「山口」ナンバーおよび「下関」ナンバー（ご当地ナンバー、下関市）になる。
  - 1988年以前に交付されていたナンバープレートは「山」ナンバーであった。
- 海事部門 - 山口県中部・東部（山口市、岩国市、柳井市、周南市、下松市、光市、防府市、萩市、玖珂郡、大島郡、熊毛郡、阿武郡）
  - 山口県西部（下関市・宇部市・長門市・山陽小野田市）の海事部門は、いずれも九州運輸局下関海事事務所の管轄。